# Cinara kochiana
Cinara kochiana är en insektsart som först beskrevs av Carl Julius Bernhard Börner 1939. Enligt Catalogue of Life ingår Cinara kochiana i släktet Cinara och familjen långrörsbladlöss, men enligt Dyntaxa är tillhörigheten istället släktet Cinara och familjen barkbladlöss. Arten är reproducerande i Sverige.

## Underarter
Arten delas in i följande underarter:
- C. k. kochi
- C. k. kochiana